# Höftkvalster
Höftkvalster (Anactinotrichida eller Parasitiformes) är en av två överordningar av underklassen kvalster där bland annat fästingar ingår.
Den andra överordningen av kvalster kallas Lårkvalster (Actinotrichida eller Acariformes)